# Festival RTP da Canção 2007
O XLII Festival RTP da Canção 2007 foi o quadragésimo segundo Festival RTP da Canção e teve lugar na Sala Tejo do Pavilhão Atlântico (actual MEO Arena) e contou com a apresentação de Jorge Gabriel e Isabel Angelino.

## Festival
O Festival RTP da Canção 2007 teve lugar a 10 de março, na Sala Tejo do então designado Pavilhão Atlântico. A apresentação  desta edição do Festival da Canção esteve a cargo de Isabel Angelino e de Jorge Gabriel.
A estação pública de televisão endereçou convites a 10 produtores portugueses que aceitaram o desafio e apresentaram as suas canções.
Os produtores presentes neste festival foram, por ordem de desfile, os seguintes: Nuno Carvalho, Luís Jardim, Elvis Veiguinha, Emanuel, Ramón Galarza, Luís Oliveira, João Barbosa, Fernando Martins, Nuno Feist e José Cid.
Neste espetáculo para além da apresentação das canções concorrentes existiram outros momentos musicais e não só, assim na 1ª parte assistiu-se a diferentes momentos de espetáculo proporcionados pelos concorrentes de Aqui há Talento, na 2º parte subiu ao palco Kátia Moreira (um dos elementos das Nonstop) e ao longo de toda a emissão existiram vários sketches humorísticos e musicais com a participação de António Feio, Carlos Coincas, Jorge Mourato, Marco Horácio, Sofia Froes e Vânia Oliveira.
Neste ano, o vencedor foi escolhido exclusivamente por televoto, sem qualquer restrição de número de chamadas telefónicas por número de telefone, e o espetáculo montado à volta do festival foi uma espécie de peça de teatro musical cómica. 
Esta edição teve como favoritos à vitória Filipa Cardoso & Edmundo Vieira, com "Desta vez" e "Ai de quem nunca cantou", por Teresa Radamanto.
Fechadas as linhas telefónicas os apresentadores deram a conhecer as três canções mais votadas: "Dança Comigo (Vem Ser Feliz)", por Sabrina, "Ai de quem nunca cantou", por Teresa Radamanto e "Além do sonho", por Henrique Feist & Vanessa Silva. Depois foi revelada a canção posicionada em 3º lugar (Além do sonho) e finalmente a canção vencedora: "Dança comigo (vem ser feliz), da autoria de Emanuel e Tó Maria Vinhas (na letra) e de Emanuel (música). com interpretação de Sabrina.
| #   | Artista                         | Canção                         | Música (m) / Letra (l)                                                                                         | Pontuação | Votos | Classificação |
| --- | ------------------------------- | ------------------------------ | --- | --------- | ----- | ------------- |
| 1º  | Filipa Cardoso & Edmundo Vieira | "Desta vez"                    | Nuno Carvalho, João Matos e Ricardo Ferreira (m), Rui Rocha (l)                                                | 2396      | 7.54  | 6º            |
| 2º  | Marta Plantier e Os Corvos      | "Piano, piano"                 | Luís Jardim (m & l)                                                                                            | 2182      | 6.87  | 7º            |
| 3º  | Luiz e a Lata                   | "Ai pode"                      | Luís Caracol (m), Célia Aldegalegan (l)                                                                        | 2013      | 6.34  | 8º            |
| 4º  | Sabrina                         | "Dança comigo (vem ser feliz)" | Emanuel (m & l), Tó Maria Vinhas (l)                                                                           | 8874      | 27.94 | 1º            |
| 5º  | Diogo T.                        | "Chega, foi demais!"           | Ramón Galarza (m & l)                                                                                          | 386       | 1.22  | 10º           |
| 6º  | TribUrbana                      | "Dá-me a Lua"                  | António Avelar de Pinho, Luís Oliveira, Agir (m & l)                                                           | 3046      | 9.59  | 4º            |
| 7º  | Melo D e Elaisa                 | "Será cedo?"                   | João Barbosa e João Silva Gomes (m), Kalaf Ângelo (l)                                                          | 1364      | 4.29  | 9º            |
| 8º  | Teresa Radamanto                | "Ai de quem nunca cantou"      | Fernando Martins, Alexandra Valentim, Fernando Abrantes, Teresa Radamanto, Isabella Allard (m), João Baião (l) | 4757      | 14.98 | 2º            |
| 9º  | Henrique Feist e Vanessa Silva  | "Além do sonho"                | Nuno Feist (m), Nuno Marques da Silva (l)                                                                      | 3730      | 11.74 | 3º            |
| 10º | Zé P.                           | "Na ilha dos sonhos"           | José Cid (m & l), Zé P (l)                                                                                     | 3013      | 9.49  | 5º            |